# Jean Levasseur
Pour les articles homonymes, voir Levasseur.
Jean Marie Louis Levasseur, né à Ismaïlia (Égypte) le 22 novembre 1909 et mort accidentellement à Gâvres (Morbihan) le 15 avril 1947, est officier de marine et résistant français, compagnon de la Libération.

## Biographie
Il s'engage dans la Marine nationale en octobre 1931 comme élève officier de réserve. Il est promu enseigne de vaisseau de 2e classe de réserve le 26 février 1933. Il embarque alors sur les torpilleurs Alcyon et Brestois. En juillet 1934, il est breveté lieutenant au long cours et navigue au commerce.
Rappelé en avril 1936, il embarque sur les contre-torpilleurs Panthère et Verdun durant la Guerre d'Espagne. 
Enseigne de vaisseau de 1re classe en février 1937, il reçoit en août un témoignage de satisfaction pour avoir sauvé deux marins du cargo français El Djem en feu dans le port espagnol de Valence.
Capitaine au long cours en décembre 1937, il retourne en juin 1938 dans la marine marchande.
Lors de la défaite de 1940, il est à Madagascar. Il décide aussitôt de rallier les Forces navales françaises libres à Aden en décembre 1940. Il parvient en Angleterre où il est embarqué comme second du torpilleur léger Bouclier en février 1941, sous les ordres du capitaine de corvette Roger Birot.
Il est promu lieutenant de vaisseau de réserve en juillet 1941 et est désigné commandant de la corvette Aconit.
Jean Levasseur s'illustre à bord de ce navire lors de la bataille de l'Atlantique. Le 11 mars 1943, alors que l'Aconit assure la protection du convoi HX 228, celui-ci est attaqué par des U-Boot allemands. L' Aconit attaque l'U-444 en surface et le coule au canon. Puis, dans la même journée il attaque au canon un second sous-marin allemand, l'U-432 et l'achève en l'éperonnant avec son étrave. L'Aconit récupère 20 sous-mariniers allemands et sera le premier bâtiment français à faire des prisonniers allemands. Couler deux sous-marins en quelques heures est un fait d'arme exceptionnel.
Jean Lavasseur est promu capitaine de corvette de réserve en août 1943. En octobre 1943, il commande la corvette Roselys puis en mars 1944, la frégate La Surprise. À bord de La Surprise il participe au débarquement de Normandie. Le 20 juin le bâtiment saute sur une mine devant Grandcamp.
Après réparations en Angleterre, toujours sur La Surprise il fait partie des forces envoyées pour le blocus des poches allemandes de l'Atlantique, en particulier en Charente-Maritime et en Gironde.
Le 6 avril 1945, le capitaine de corvette Levasseur livre un violent combat à une division de dragueurs allemands qu'il parvient à disperser grâce à ses tirs précis.
Jean Levasseur aura parcouru 105 000 nautiques en opérations, attaqué 6 sous-marins, escorté 625 navires dans 33 convois en Atlantique nord.
En juillet 1945, il est activé et versé  dans le corps des officiers d'active. Il est affecté au cabinet militaire du ministre. 
En septembre 1946, il est nommé directeur des études sur le croiseur-école Jeanne d'Arc.
Promu capitaine de frégate en octobre 1946, il meurt lors d'une explosion accidentelle le 15 avril 1947 au polygone de tir de Gâvres dans le Morbihan. Il est inhumé au cimetière de Vatan dans l'Indre.

## Distinctions
- Officier de la Légion d'honneur
- Compagnon de la Libération par décret du 19 avril 1943
- Croix de guerre 1939–1945 (5 citations)
- Officier de l'ordre du Mérite maritime
- Médaille commémorative française de la guerre 1939–1945
- Médaille commémorative des services volontaires dans la France libre
- Ordre du Service distingué (Royaume-Uni)
- Commandeur de l'ordre du Nichan Iftikhar (Tunisie)
- Commandeur de l'ordre du Ouissam alaouite (Maroc)
- Croix de guerre 1939-1945